# 293 TCN
293 TCN là một năm trong lịch La Mã.